# Christina Brehmer
Christina Lathan-Brehmer (Altdöbern, 8 februari 1958) is een Oost-Duitse voormalige atlete, die zich had toegelegd op de sprint. Met name op het langste sprintonderdeel, de 400 m, boekte zij haar voornaamste successen. Zij was de eerste die op dit onderdeel elektronisch gemeten met 49,77 s de 50 seconden-grens doorbrak, al werd dit wereldrecord haar binnen veertien dagen alweer afhandig gemaakt door de Poolse Irena Szewińska. Zij was voorts betrokken bij de totstandkoming van wereldrecords op de 4 × 100 m en 4 × 400 m estafettes.

## Biografie

### Wereldrecord op haar achttiende
Brehmer begon haar atletiekloopbaan in 1969 bij SG Dynamo Senftenberg. Daar legde Gerhard Lootze bij haar de basis van haar sportieve ontwikkeling. In 1973 stapte ze over naar SC Dynamo Berlin, werd lid van de Deutsche Volkspolizei en ging economie studeren. Intussen ontwikkelde zij zich met name op de 400 m, verbeterde in 1976 verschillende malen het Oost-Duitse nationale record, totdat zij ten slotte op 9 mei tot 49,77 kwam, de eerste elektronisch gemeten tijd onder 50 seconden en dus een wereldrecord. Dat was ze overigens binnen veertien dagen alweer kwijt, toen Irena Szewińska er 49,75 van maakte. Als Oost-Duits nationaal record bleef het echter wat langer overeind, tot half augustus 1977, toen Marita Koch tot 49,53 kwam.

### In 1976 olympisch zilver en goud
Op de Olympische Spelen in Montreal zou het op de 400 m spannend worden tussen de ervaren atlete Irena Szewińska en de achttienjarige debutante Christina Brehmer, was de verwachting. Daar dacht de Poolse echter anders over. Na in de finale de eerste halve ronde min of meer gelijk met de Oost-Duitse te zijn doorgekomen, liep Szewińska na het uitkomen van de tweede bocht met lange passen richting finish, waar zij de klokken liet stilstaan op 49,29, een halve seconde beneden haar eigen wereldrecord. Brehmer moest daarentegen nog alle zeilen bijzetten om zich haar landgenote Ellen Streidt en de Finse Pirjo Haggman van het lijf te houden. Brehmer veroverde ten slotte het zilver in 50,51, Streidt het brons in 50,55 en Haggman greep in 50,56 net naast de medailles. Op de 4 × 400 m estafette was er echter geen kruit gewassen tegen het Oost-Duitse team, bestaande uit Doris Maletzki, Brigitte Rohde, Ellen Streidt en Christina Brehmer. In 3.19,23 stormde dit viertal in de finale naar de finish, waarmee het wereldrecord van de Olympische Spelen van 1972 met bijna vier seconden werd verpulverd. De Verenigde Staten finishte op gepaste afstand als tweede, ook al bleef ook dit team in 3.22,81 binnen het oude record. De Sovjet-Unie veroverde in 3.24,24 het brons.
Na de Spelen van Montreal trad Christina Brehmer in het huwelijk met 400 meterloper Siegmar Lathan.

### Ook zilver en goud op EK 1978
Twee jaar later veroverde Lathan-Brehmer op dezelfde onderdelen opnieuw zilver en goud, ditmaal op de Europese kampioenschappen in Praag. Op de 400 m individueel was deze keer haar landgenote Marita Koch veel te snel. Die won in de onwaarschijnlijk snelle wereldrecordtijd van 48,94, terwijl Lathan-Brehmer bleef hangen op 50,38. Schrale troost was dat ze ditmaal Szewińska achter zich wist te houden, die in 50,40 de bronzen medaille veroverde. Op de 4 × 400 m estafette was het Oost-Duitse viertal veel minder overheersend dan in Montreal. Christiane Marquardt, Barbara Krug, Christina Lathan-Brehmer en Marita Koch moesten er deze keer hard voor werken en het is aan laatste loopster Koch te danken, dat het eindigde in goud. De winnende tijd van 3.21,20 was ook twee seconden minder dan die in Montreal. De Sovjet-Unie veroverde het zilver in 3.22,53, terwijl Polen het brons greep in 3.26,76 dankzij laatste loopster Szewińska.

### Opnieuw twee olympische medailles
In 1980 slaagde Lathan-Brehmer er op haar twee favoriete onderdelen, de 400 m individueel en de 4 × 400 m estafette, opnieuw in om op het olympische ereplatform te eindigen. Op de Olympische Spelen van Moskou finishte zij op de 400 m deze keer in 49,66, haar beste tijd ooit. Alleen bleven niet alleen haar landgenote Koch in 48,88, maar ook de Tsjecho-Slowaakse Jarmila Kratochvílová in 49,46 haar voor. Drie vrouwen onder de 50 seconden, het was een uniek feit op de Olympische Spelen. Op de 4 × 400 m moesten de Oost-Duitse atletes ditmaal hun meerdere erkennen in het Russische viertal, maar ondanks een met ziekte kampende Marita Koch wisten Gabriele Löwe, Barbara Krug, Christina Lathan-Brehmer en Marita Koch toch op tweetiende seconde achter de winnaressen het zilver te veroveren: 3.20,2 om 3.20,4. De Britse vier grepen op gepaste afstand in 3.27,5 het brons.

## Titels
- Olympisch kampioene 4 × 400 m - 1976
- Europees kampioene 4 × 400 m - 1978
- Oost-Duits kampioene 400 m - 1979
- Europees kampioene U20 400 m - 1975
- Europees kampioene U20 4 × 100 m - 1975
- Europees kampioene U20 4 × 400 m - 1975

## Persoonlijke records
Outdoor
| Onderdeel | Prestatie          | Jaar         | Plaats  |
| --------- | ------------------ | ------------ | ------- |
| 100 m     | 11,18 s (+0,6 m/s) | 23 juni 1979 | Leipzig |
| 200 m     | 22,61 s (+1,9 m/s) | 14 juni 1979 | Halle   |
| 400 m     | 49,66 s            | 28 juli 1980 | Moskou  |

Indoor
| Onderdeel | Prestatie | Jaar            | Plaats      |
| --------- | --------- | --------------- | ----------- |
| 50 m      | 6,30 s    | 24 januari 1976 | Berlijn     |
| 60 m      | 7,19 s    | 26 januari 1980 | Senftenberg |

## Palmares

### 400 m
- 1975:  EK U20 - 51,27 s
- 1976:  OS - 50,51 s
- 1978:  EK - 50,38 s
- 1979:  Oost-Duitse kamp. - 50,70 s
- 1980:  OS - 49,66 s

### 4 x 100 m
- 1975:  EK U20 - 44,05 s

### 4 x 400 m
- 1975:  EK U20 - 3.33,7
- 1976:  OS - 3.19,23 (WR)
- 1978:  EK - 3.21,20
- 1980:  OS - 3.20,4

1972: Käsling, Kühne, Seidler, Zehrt ·
1976: Maletzki, Rohde, Streidt, Brehmer ·
1980: Prorotsjenko, Gojsjtsjik, Zjoeskova, Nazarova ·
1984: Leatherwood, Howard, Brisco-Hooks, Cheeseborough ·
1988: Ledovskaja, Nazarova, Pinigina, Bryzgina ·
1992: Roezina, Dzjigalova, Nazarova, Bryzgina ·
1996: Stevens, Malone, Graham, Miles ·
2000: Miles Clark, Hennagan, Colander, Anderson ·
2004: Trotter, Henderson, Richards, Hennagan ·
2008: Wineberg, Felix, Henderson, Richards ·
2012: Trotter, Felix, McCorory, Richards-Ross ·
2016: Okolo, Hastings, Francis, Felix ·
2020: McLaughlin, Felix, Muhammad, Mu ·
2024: Little, McLaughlin-Levrone, Thomas, Holmes
- World Athletics: 14349208